# Oranżada (album)
Oranżada – piąty album zespołu Koniec Świata, wydany w 2010 roku, nakładem Lou & Rocked Boys.

## Lista utworów
źródło:.
1. „Porąbana noc”
2. „Bankiet”
3. „Na moście w Sarajewie”
4. „Fania”
5. „Głuche telefony”
6. „Jak mnie tu znalazłaś?”
7. „Szare”
8. „Oranżada”
9. „Pust wsiegda”
10. „Serce w Paryżu”
11. „Piracki rum”
12. „1980 II”
13. „Pust wsiegda AC ver”

## Twórcy
źródło:.
- Jacek Stęszewski – śpiew, gitara, słowa
- Jacek Czepułkowski – gitara, śpiew
- Szymon Cirbus – trąbka, śpiew, instrumenty klawiszowe
- Wojtek Filipek – gitara basowa
- Michał Leks – perkusja

Gościnnie na płycie
- Tomasz Kłaptocz – śpiew
- Konstanty Janiak – puzon
- Dawid Główczewski – saksofon
- Krzysztof Kurek – mandolina
- Katarzyna Pytel – skrzypce